# Választások 2010-ben
További választási listákat lásd: 2007 • 2008 • 2009 • 2011
Ez az oldal a 2010-ben lebonyolítandó elnök- és országgyűlési választásokat, illetve egyéb, politikai jellegű népszavazásokat sorolja fel a világ minden országában, teljességre törekedve.

## Január
- január 10.: Horvátország, elnöki
- január 17.: Chile, elnöki, második forduló
- január 17.: Ukrajna, elnöki
- január 22.: Holland Antillák, parlamenti
- január 26.: Srí Lanka, elnöki
- január 30.: Irak, parlamenti és népszavazás.
- január 31.: Guinea, elnöki, első forduló

## Február
- február 7.: Costa Rica, elnöki és parlamenti
- február 7.: Ukrajna, elnöki, második forduló
- február 15.: Anguilla, parlamenti
- február 21.: São Tomé és Príncipe, parlamenti
- február 27.: Nauru, népszavazás az alkotmány reformjáról
- február 28.: Tádzsikisztán, parlamenti
- február 28.: Togo, elnöki
- februárban: Görögország, elnöki (közvetett)

## Március
- március 7.: Irak, parlamenti és népszavazás a Status of Forces Egyezményről
- március 14.: Kolumbia, parlamenti
- március 16.: Guinea, parlamenti
- március 20.: Madagaszkár, parlamenti

## Április
- április 5-12: Szudán, elnöki és parlamenti
- április 11.: Magyarország, országgyűlési, első forduló
- április 18.: Észak-Ciprus, elnöki
- április 25.: Magyarország, országgyűlési, második forduló
- április 25.: Ausztria, elnöki
- áprilisban: Laosz, parlamenti
- áprilisban: Szomáliföld, elnöki

## Május
- május 10.: Fülöp-szigetek, elnöki, parlamenti, szenátusi (a szenátori helyek fele)
- május 16.: Dominikai Köztársaság, parlamenti
- május 25.: Suriname, parlamenti
- május 30.: Kolumbia, elnöki
- májusban: Etiópia, parlamenti

## Június
- június 28.: Burundi, elnöki, első forduló
- júniusban: Csehország, parlamenti
- júniusban: Szlovákia, parlamenti
- júniusban: Laosz, elnöki (közvetett)
- júniusban: Hegyi-Karabah, parlamenti

## Július
- július 23.: Burundi, országgyűlési
- július 26.: Burundi, elnöki, második forduló
- július 28.: Burundi, szenátusi
- júliusban: Mauritius, parlamenti
- júliusban: Japán, felsőházi
- júliusban: Tuvalu, parlamenti
- júliusban: Suriname, elnöki

## Augusztus
- augusztus 9.: Ruanda, elnöki

## Szeptember
- szeptember 19.: Svédország, parlamenti
- szeptember 26.: Venezuela, parlamenti
- szeptemberben: Afganisztán, parlamenti
- szeptemberben: Cook-szigetek, parlamenti
- szeptemberben: Szomáliföld, parlamenti

## Október
- október 2.: Lettország, országgyűlési
- október 3.: Magyarország, önkormányzati
- október 3.: Brazília, elnöki és országgyűlési
- október 3.: Bosznia-Hercegovina, elnöki és parlamenti
- október 10.: Kirgizisztán, országgyűlési
- október 15.–16.: Csehország, szenátusi (egyharmada), első forduló
- október 22.–23.: Csehország, szenátusi (egyharmada), második forduló
- október 23.: Bahrein, országgyűlési, első forduló
- október 30.: Bahrein, országgyűlési, második forduló
- október 31.: Tanzánia, elnöki és parlamenti
- október 31.: Brazília, elnöki, második forduló
- október 31.: Elefántcsontpart, elnöki, első forduló
- október 31.: Niger, alkotmányos népszavazás

## November
- november 1.: Nauru, elnöki
- november 2.: Amerikai Egyesült Államok, képviselőházi és szenátusi (harmada: III. osztályú szenátorok)
- november 2.: Szamoa, alkotmányos népszavazás
- november 7.: Comore-szigetek, elnöki, első forduló
- november 7.: Mianmar, országgyűlési
- november 7.: Azerbajdzsán, országgyűlési
- november 7.: Guinea, elnöki, második forduló
- november 9.: Jordánia, országgyűlési
- november 17.: Madagaszkár, alkotmányos népszavazás
- november 17.: Cook-szigetek, országgyűlési és népszavazás a képviselők számának csökkentéséről
- november 21.: Burkina Faso, elnöki
- november 25.: Tonga, parlamenti
- november 28.: Egyiptom, parlamenti
- november 28.: Moldova, parlamenti
- november 28.: Haiti, parlamenti és elnöki
- november 28.: Elefántcsontpart, elnöki, második forduló

## December
- december 12.: Dnyeszter Menti Köztársaság, parlamenti
- december 12.: Koszovó, parlamenti
- december 19.: Fehéroroszország, elnöki
- december 12.: Comore-szigetek, elnöki, második forduló (szükség esetén)

## Külső hivatkozások
- Nemzeti parlamentek PARLINE adatbázisa. Országgyűlési választások eredményei 1966 óta
- ElectionGuide.org – Országos-szintű választások világkódexe
- parties-and-elections.de: Európai választások adatbázisa 1945-től
- ACE Electoral Knowledge Network – electoral encyclopedia and related resources from a consortium of electoral agencies and organizations
- Angus Reid Consultants: Election Tracker
- IDEA's Table of Electoral Systems Földwide
- European Election Law Association (Eurela)